# 馬里奧·普佐
馬利奧·詹路易吉·普佐（英語：Mario Gianluigi Puzo，1920年10月15日—1999年7月2日）是一名美國作家、編劇家和新聞從業員。他因為寫作關於黑手黨的犯罪小說而聞名，最著名的是《教父》（1969年），後來他改編該小說為由法蘭斯·哥普拉執導的電影三部曲：《教父》（1972年）、《教父續集》（1974年）和《教父第三集》（1990年）。他憑1972年第一部電影和1974年第二部電影而獲得奧斯卡最佳改編劇本獎。普佐也為1978年的電影《超人》編寫劇本。他的最後一部小說《The Family》在他去世後的2001年出版。

## 生平
父母来自意大利那不勒斯的移民，出生於紐約曼哈顿，12歲時父亲弃家不顧，由母親獨立撫養7個小孩，普佐形容她的母親長得很漂亮，但也是一个相当冷酷无情的人。長大後在纽约火车总站工作，二次大戰時前往德國服役，退役后在大學聽課，喜欢俄國作家陀思妥耶夫斯基的作品，並開始寫作短篇小說，並为出版社写50美元一篇的书评。1955年出版第一部小说《黑色竞技场》。1960年，担任杂志助理编辑。
1969年發表小說《教父》（The Godfather），描述有關的在西西里赴美的黑手黨教父維托·柯里昂與柯里昂家族發展和江湖鬥爭的歷史，此書讓普佐一舉成名，被西方評論界稱為現代通俗小說傑作。普佐与法蘭西斯·柯波拉合作，将《教父》改编成电影剧本，搬上银幕，由巨星马龙·白兰度主演，以《教父》及其续集两度获得奥斯卡最佳改编剧本奖。
1984年出版《西西里人》。1996年出版小说《最後的教父》。晚年飽受糖尿病和心脏病之苦，1999年7月2日因心臟衰竭在紐約家中去世。

## 作品

### 小說
- 《黑色竞技场》（The Dark Arena，1955年）
- 《The Fortunate Pilgrim（英语：The Fortunate Pilgrim）》（1965年）
- 《The Runaway Summer of Davie Shaw（英语：The Runaway Summer of Davie Shaw）》（1966年）
- 《Six Graves to Munich》（1967年）——用筆名Mario Cleri
- 《教父》（The Godfather，1969年）
- 《Fools Die（英语：Fools Die）》（1978年）
- 《西西里人》（The Sicilian，1984年）
- 《The Fourth K（英语：The Fourth K）》（1990年）
- 《最後的教父》（The Last Don，1996年）
- 《緘默法則》（Omertà，2000年）
- 《The Family（英语：The Family (Puzo novel)）》（2001年）——由普佐的長期女朋友Carol Gino完成

### 非小說
- 《Test Yourself: Are You Heading for a Nervous Breakdown?》（1965年）——用筆名Mario Cleri
- 《The Godfather Papers and Other Confessions（英语：The Godfather Papers and Other Confessions）》（1972年）
- 《Inside Las Vegas（英语：Inside Las Vegas）》（1977年）

### 短篇小說
除了《"The Last Christmas"》外，其他短篇小說都用筆名Mario Cleri而寫的。
- 《"The Last Christmas"》（1950年）
- 《"John 'Red' Marston's Island of Delight"》（1964年）
- 《"Big Mike's Wild Young Sister-in-law"》（1964年）
- 《"The Six Million Killer Sharks That Terrorize Our Shores"》（1966年）
- 《"Trapped Girls in the Riviera's Flesh Casino"》（1967年）
- 《"The Unkillable Six"》（1967年）
- 《"Girls of Pleasure Penthouse"》（1968年）
- 《"Order Lucy For Tonight"》（1968年）
- 《"12 Barracks of Wild Blondes"》（1968年）
- 《"Charlie Reese's Amazing Escape from a Russian Death Camp"》（1969年）

### 編劇和電影改編作
- 《教父》（The Godfather，1972年）
- 《教父續集》（The Godfather Part II，1974年）
- 《大地震》（Earthquake，1974年）
- 《超人》（Superman，1978年）
- 《超人II》（Superman II，1980年）
- 《A Time to Die（英语：A Time to Die (1982 film)）》（1982年）
- 《棉花俱樂部》（The Cotton Club，1984年）
- 《西西里人》（1987年）
- 《The Fortunate Pilgrim（英语：The Fortunate Pilgrim (miniseries)）》（1988年）
- 《教父第三集》（The Godfather Part III，1990年）
- 《Christopher Columbus: The Discovery（英语：Christopher Columbus: The Discovery）》（1992年）
- 《超人II：李察唐納導演版（英语：Superman II: The Richard Donner Cut）》（2006年）

### 電子遊戲改編作
- 《教父》（The Godfather: The Game，2006年）
- 《教父：暴徒戰爭》（The Godfather: Mob Wars，2006年）
- 《教父2》（The Godfather II，2009年）